# Serge Joyal
Serge Joyal PC OC OQ (* 1. Februar 1945 in Montreal, Québec) ist ein kanadischer Rechtsanwalt und Politiker der Liberalen Partei Kanadas, der zehn Jahre Abgeordneter des Unterhauses und zeitweilig Staatssekretär für Kanada war und von 1997 bis 2020 Mitglied des Senats war.

## Leben

### Rechtsanwalt und Unterhausabgeordneter
Nach dem Schulbesuch absolvierte Joyal ein Studium an der Universität Montreal, das er mit einem Bachelor of Arts (B.A.) beendete. Ein weiteres Studium der Rechtswissenschaften an der Universität Montreal schloss er mit einem Licenciate of Laws (LL.L.) sowie später einem Master of Laws (LL.M.). Darüber hinaus erwarb er ein Diplôme d’Etudes Supérieures Européennes (D.E.S.) an der Universität Straßburg und war nach 1969 als Rechtsanwalt tätig.
Bei der Unterhauswahl vom 8. Juli 1974 wurde Joyal als Kandidat der Liberalen Partei erstmals zum Abgeordneten in das Unterhaus gewählt und vertrat in diesem bis zu seiner Wahlniederlage bei der Unterhauswahl am 4. September 1984 den Wahlkreis Maisonneuve-Rosemont. Zu Beginn seiner Mitgliedschaft im Unterhaus war er vom 30. September 1974 bis zum 12. Oktober 1976 Vize-Vorsitzender des Ständigen Unterhausausschusses für öffentliche Konten.
Am 1. Oktober 1980 übernahm er sein erstes Regierungsamt als Parlamentarischer Sekretär beim Präsidenten des Schatzamtes und war danach vom 22. September 1981 bis zum 29. September 1982 Staatsminister ohne Geschäftsbereich. Daneben war Joyal vom 14. April 1980 bis zum 30. November 1983 Co-Vorsitzender des Ständigen Ausschusses des Parlaments von Kanada für die kanadische Verfassung.

### Staatssekretär für Kanada und Senator
Premierminister Pierre Trudeau berief ihn am 30. September 1982 zum Staatssekretär für Kanada in das 22. kanadische Kabinett. Diese Funktion bekleidete Joyal zwischen dem 30. Juni und dem 16. September 1984 auch in der von Trudeaus Nachfolger John Turner gebildeten 23. Regierung Kanadas. Nach seinem Ausscheiden aus Regierung und Unterhaus nahm er wieder seine Tätigkeit als Rechtsanwalt auf. Für seine langjährigen politischen Verdienste sowie seinen Einsatz für Kunst und das kulturelle Erbe wurde er am 14. November 1996 zum Officer des Order of Canada ernannt.
Am 26. November 1997 wurde Joyal auf Vorschlag von Premierminister Jean Chrétien Mitglied des Senats und vertrat in diesem den Senatsbezirk Kennebec. Dem Senat gehörte er bis einen Tag vor dem Erreichen der verfassungsmäßigen Altersgrenze von 75 Jahren am 31. Januar 2020 an.
Während seiner Senatszugehörigkeit war Joyal vom 4. Oktober 2004 bis zum 30. Dezember 2009 Vorsitzender des Ständigen Senatsausschusses für Interessenkonflikte von Senatoren und war seit dem 3. März 2010 sowohl Vize-Vorsitzender des Ständigen Senatsausschusses für Interessenkonflikte von Senatoren als auch des Sonderausschusses gegen den Terrorismus. 2015 wurde er zum Specially Elected Fellow der Royal Society of Canada gewählt.

## Veröffentlichungen
- Action Montréal, Mitherausgeberin Jean-Claude Marsan, Montréal 1978
- Legal, constitutional and political imperatives to Senate reform, Ottawa 2000
- Protéger la démocratie canadienne : le Sénat en vérité, Montréal 2003
- France, Canada, Québec : 400 ans de relations d'exception, Mitherausgeber Paul-André Linteau, Montréal 2008